# Чи (чжуинь)

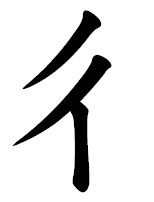

Чи — буква алфавита чжуинь, омоглиф иероглифа, обозначающего глагол «шагать левой ногой». Как буква обозначает придыхательную глухую постальвеолярную аффрикату. В слоге может быть только инициалью, как инициаль является глухой парной инициали чж-.
Чи образует 19 слогов:
| ㄔ — чи      | ㄔㄚ — ча     | ㄔㄞ — чай     | ㄔㄢ — чань   |
| ㄔㄤ — чан   | ㄔㄠ — чао    | ㄔㄜ — чэ      | ㄔㄣ — чэнь   |
| ㄔㄥ — чэн   | ㄔㄨㄛ — чо   | ㄔㄡ — чоу     | ㄔㄨ — чу     |
| ㄔㄨㄚ — чуа | ㄔㄨㄞ — чуай | ㄔㄨㄢ — чуань | ㄔㄨㄤ — чуан |
| ㄔㄨㄟ — чуй | ㄔㄨㄣ — чунь | ㄔㄨㄥ — чун   |               |